# Massacre de Hpakant
Le massacre de Hpakant est survenu dans la nuit du 23 octobre 2022 lorsque l'armée de l'air de la Birmanie a lancé une série de frappes aériennes dans le canton de Hpakant, dans l'État kachin, dans le nord de la Birmanie. La zone ciblée se trouvait sur le territoire de la zone Anangpa de la 9e brigade de l'Organisation pour l'indépendance kachin (en) (KIO). Les frappes aériennes ont touché un concert en plein air tuant au moins 80 civils, dont des responsables du KIO et des musiciens.

## Massacre
Selon des témoins, deux à trois avions de combat ont survolé un concert en plein air à Anangpa, dans le canton de Hpakant vers 20 h 0 le 23 octobre et ont lancé quatre bombes sur les lieux. Ces jets auraient été pilotés depuis l'aéroport international de Mandalay, qui ont été déployés avec le 62e escadron d'attaque, composé principalement d'avions de chasse/d'entraînement Yak 130. La frappe a été aidée par les projecteurs brillants du concert de musique qui avait été organisé par le KIO au moment de l'attaque près de la zone cible. Le concert était destiné à la cérémonie du 62e anniversaire de la fondation de KIO. Le bilan préliminaire des morts fait état de 80 personnes, la plupart d'entre elles étant des civils venus assister à l'événement, dont des personnalités publiques et des chanteurs célèbres de Kachin. Des responsables et des soldats de haut rang du KIO ont également subi un certain nombre de pertes. Plus de 100 personnes ont été blessées. La junte nie les bombardements, déclarant qu'ils avaient bombardé une base militaire Kachin et agi avec les règles d'engagement dérivées des quatre Conventions de Genève. Leur déclaration indique également que les rapports sur les décès de civils et les artistes interprètes ou exécutants sont basés sur des informations fausses et extorquées.
Parmi les dizaines de personnes tuées dans l'attaque brutale figurent l'acteur Lahtaw Zau Ding, le chanteur Aurali, le chanteur Galau Yaw Lwi et le pianiste Ko King. Le Kachin News Group (KNG) indique que l'organisateur de l'événement a invité 9 chanteurs et acteurs pour divertir le public pour la célébration de l'anniversaire de KIO. La frappe a entraîné la mort de plus de 80 civils qui assistaient au concert au moment de la frappe, ce qui en fait l'attaque la plus meurtrière contre des civils depuis le début de la nouvelle guerre civile. Il a été rapporté qu'une des bombes a atterri près de la scène, tuant trois artistes alors qu'ils se produisaient.
Après le massacre, les forces de sécurité au portail de sécurité du village de Ginsi ont arrêté les voitures pour emmener les blessés à Hpakant et Myitkyina.

## Réactions

### Internationales
Les Nations unies ont publié une déclaration exprimant leur profonde inquiétude et leur tristesse face au rapport faisant état d'un recours excessif et disproportionné à la force contre des civils non armés.
Le président de l'ASEAN, Prak Sokhon (en), a publié une déclaration le 25 octobre exprimant sa profonde inquiétude après la frappe aérienne et le récent attentat à la bombe de la prison d'Insein à Rangoun. Il observe avec inquiétude et exhorte à la retenue et à la cessation de la violence.
La députée australienne Zoe Daniel (en) a appelé à des sanctions "immédiates" contre la Birmanie après le massacre.

### Nationales
L'aile armée de la KIA a mis le drapeau en berne pour se souvenir des victimes des attaques aériennes militaires. Sumlut Gun Maw (en), le chef de la KIA, a conclu la lettre officielle adressée au général en chef Min Aung Hlaing que "toutes les larmes et les cris pour ceux qui ont perdu dans cette frappe aérienne seraient un investissement inestimable".
La junte a publié une déclaration niant avoir tué des civils lors des frappes aériennes, affirmant que l'attaque était une opération anti-insurrectionnelle suivant toutes les règles d'engagement des Conventions de Genève et que les reportages sur les décès de civils étaient de fausses nouvelles. À la suite de la frappe aérienne, l'armée de la Birmanie a mis en place des points de contrôle de sécurité empêchant l'aide humanitaire et les secouristes d'entrer ou de sortir du village de Ginsi, près du site de la frappe aérienne.
L'Alliance des Trois Frères, également connue sous le nom d'Alliance du Nord, a adressé une lettre de condoléances à l'Organisation/Armée de l'Indépendance Kachin. La lettre condamne les frappes aériennes inhumaines du régime de la junte visant des civils et appelle la communauté internationale à prendre des mesures urgentes contre le régime de la junte pour empêcher de nouvelles effusions de sang.
D'autres EAO (en), dont l'Union nationale karen et le Parti progressiste national Karenni, ont condamné la frappe aérienne. L'État Wa a publié une déclaration exprimant sa consternation face à l'attaque et ses condoléances aux victimes de la frappe aérienne. Depuis le 27 octobre, les EAO qui ont eu des entretiens avec la junte, notamment le Conseil de restauration de l'État shan, le Parti de libération d'Arakan (en) et l'Armée démocratique de bienfaisance Karen (en), sont restés silencieux.